# Vasilij Stalin
Vasilij Iosifovitj Stalin (georgiska: ვასილი იოსების სტალინი; ryska: Василий Иосифович Сталин, Vasilij Iosifovitj Stalin), född 21 mars 1921 i Moskva, död 19 mars 1962 i Kazan, var son till Josef Stalin och dennes andra hustru Nadezjda Allilujeva.
Vasilij påverkades starkt av sin mors död och han misslyckades i skolan. Vasilij utbildade sig till pilot inom det sovjetiska flygvapnet och befordrades - långt över sin kompetensnivå - till general. Efter kriget grundade han och styrde ett antal av flygvapnets idrottslag, bland annat inom basket, ishockey, simsport och gymnastik. När nästan hela det sovjetiska landslaget i ishockey dog i en flygkrasch 1950 dolde Vasilij detta för sin far i rädsla för dennes reaktion.
Efter sin fars bortgång arresterades han för förskingring, antisovjetiska uttalanden och ett antal andra brott. Efter att ha tillbringat sju år i fängelse benådades han av Nikita Chrusjtjov och släpptes 1960. Han tvingades sedan i exil till Kazan där han dog den 19 mars 1962 på grund av sin kroniska alkoholism.